# Sergio Bernardo Almirón
Sergio Bernardo Almirón (7 de noviembre de 1980, Rosario, Argentina) es un exfutbolista argentino. Se desempeñó como mediocampista y su primer club fue el Club Atlético Newell's Old Boys. Actualmente se encuentra retirado.

## Biografía
Sergio Bernardo Almirón nació el 7 de noviembre de 1980. Es hijo de Sergio Omar Almirón, quien fuera campeón del mundo con la Selección Argentina en la Copa Mundial de Fútbol de 1986.
Debutó en Newell's Old Boys en el año 1998, permaneciendo en el club por 3 años.
En 2001 fue transferido a Italia, más precisamente al Udinese. En los siguientes años pasaría por el Hellas Verona en 2003 y Empoli FC en 2004, equipo con el cual obtendría el ascenso a la Serie A en 2005. En 2007 es fichado por la Juventus FC, en la que permanació durante seis meses sin lograr continuidad.
A principios de 2008 Almirón fue transferido al Monaco de Francia, en calidad de préstamo.

## Clubes
| Club              | País      | Año       |
| ----------------- | --------- | --------- |
| Newell's Old Boys | Argentina | 1996-2001 |
| Udinese           | Italia    | 2001-2003 |
| Hellas Verona     | Italia    | 2003-2004 |
| Empoli FC         | Italia    | 2004-2006 |
| Juventus          | Italia    | 2006-2007 |
| Monaco            | Francia   | 2007-2008 |
| AC Fiorentina     | Italia    | 2008-2009 |
| AS Bari           | Italia    | 2009-2011 |
| Calcio Catania    | Italia    | 2011-2015 |
| Salernitana       | Italia    | 2015-2019 |